# Axel Hilgenstöhler

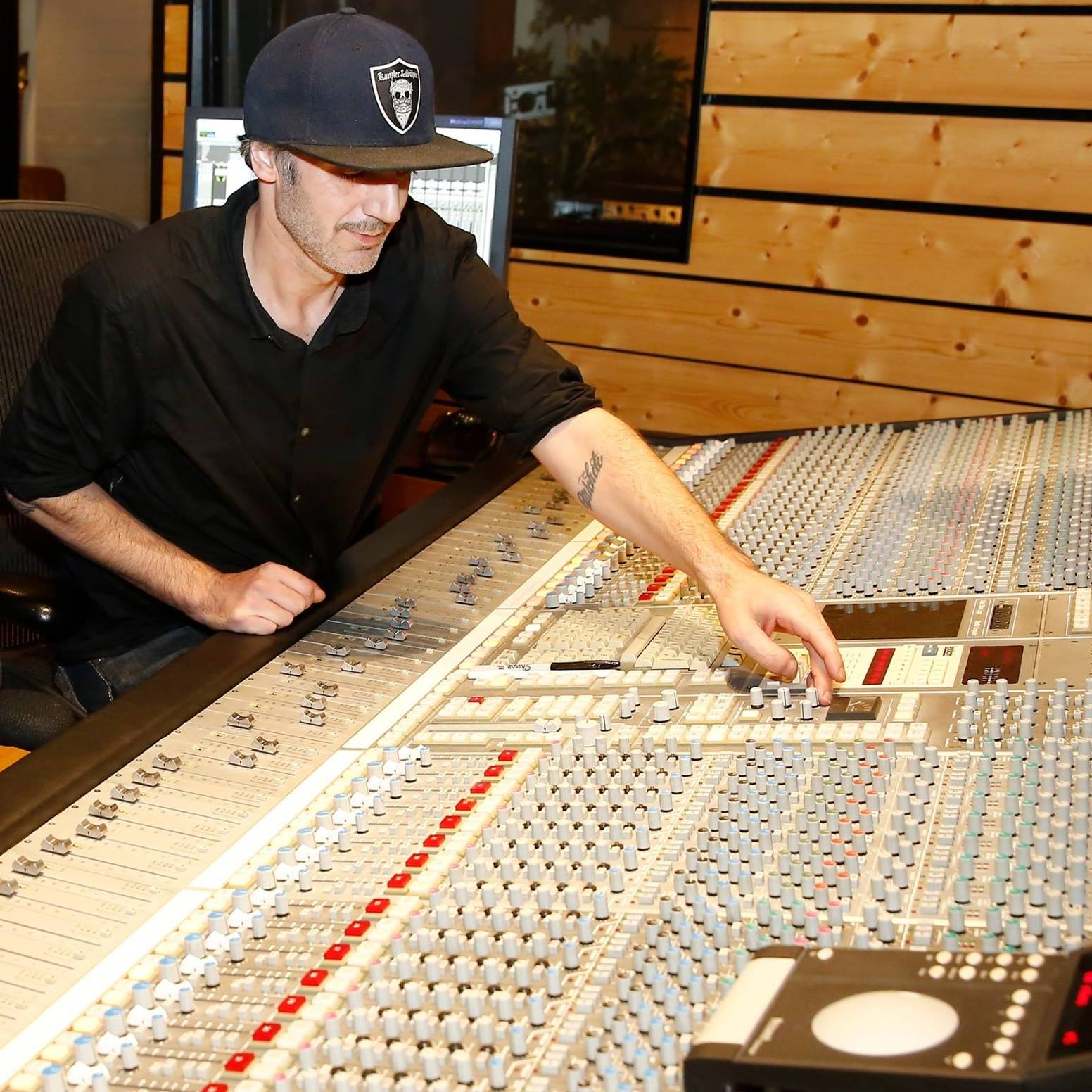
Axel Hilgenstöhler

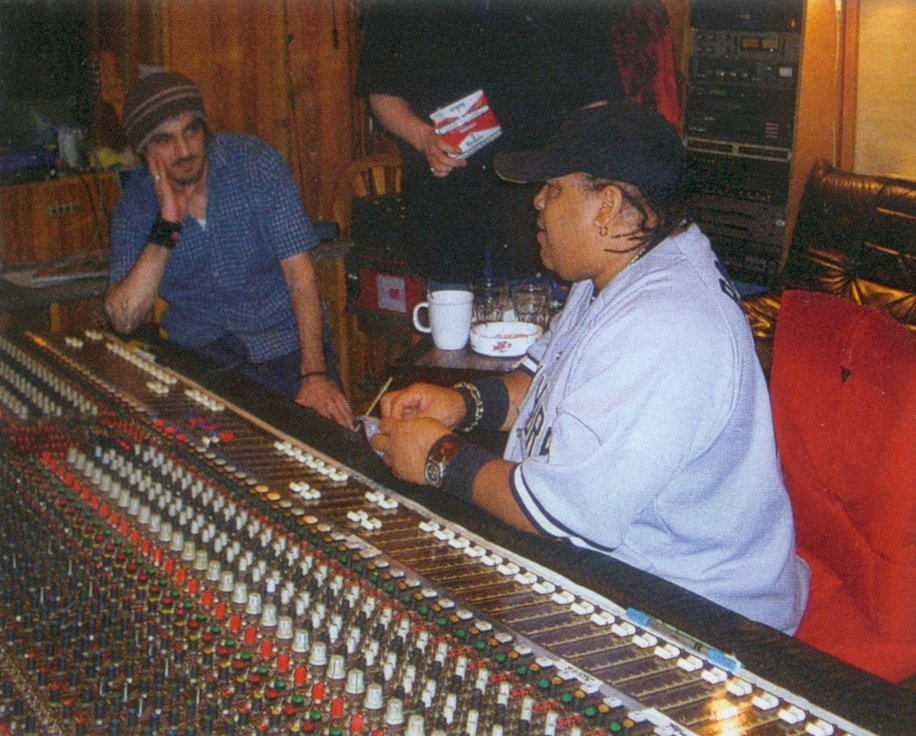
Axel Hilgenstöhler and Afrika Islam - Conny Plank Studio

Axel Hilgenstöhler (* 21. August 1975), auch „Axe“, „Axe Trax“ „Axetrax“ „Hudge Matters“ „Funky Punk“ „Axel Hilgenstoehler“, ist ein deutscher Musikproduzent und Gitarrist. Er ist unter anderem Gründungsmitglied der Band Thumb. 2003 gründete Afrika Islam mit Axel Hilgenstöhler den Zusammenschluss The Machine.

## Leben
Axel Hilgenstöhler genoss musikalische Früherziehung. Schon in frühester Jugend tourte er mit Bands. 1993 gründete er gemeinsam mit Steffen Wilmking (Schlagzeug) die Band Thumb. Thumb tourten durch Europa und die USA. Vans Warped Tour Die Zeitschrift Visions wählte Exposure bei den 100 wichtigsten Platten der 90er auf Platz 57. 2002 tourte Hilgenstöhler mit Son Goku, 2003 gründete er mit Afrika Islam (Charles Andre Glenn) Zulu Nation aka Mr. X, Charlie Funk, Red Alien The Machine und Tourte 2006 mit Bodycount, 50 Cent und Mr. X and Machine.
Im Jahr 2007 wurde Axel Hilgenstöhler Gitarrist bei Dog Eat Dog. 2008 war er auf der Pro Tools Music Creation Tour von Avid Masterclasses und Workshops als Guest Speaker und stellte das neue Ampsimulation Plugin Eleven vor, und wie er es in seinen Produktionen nutzt. Die nächsten Jahre verbrachte er im Studio und mit internationalen Tourneen. Axel Hilgenstöhler wirkte auch beim Eschenbach-Debütalbum mit (Sologitarre bei vier Titeln) und half beim ersten Konzert bei der Abschlusstourparty von Stephan Weidner als Gitarrist im Cocoon Club aus. Er arbeitet neben seiner Produzententätigkeit als Tontechniker bei Liveauftritten (Simply Red Farewell Tour) oder Inkubator (Artisto – Revolution – Die „Hymne“ der Freiheitsaktivisten auf dem Majdan Nesaleschnosti).
Axel Hilgenstöhler ist zudem auch Initiator und Vorstandsvorsitzender der UWO (United World Organisation).
2013 spielte Axel Hilgenstöhler auf Thomas D, Aufstieg Und Fall Des Tommy Blank im Studio E-Gitarre.

## Diskografie

### Gesamtübersicht
P: Producer / CP: Co-Producer / Add P: Additional Production / E: Engineer / M: Mixer / MST: Mastering Engineer / R: Remixer / Comp: Componist / Co-Comp: Co-Componist / ED: Editor / Pro: Programmer / A: Arrangement / MD: Musical Director / D: Drums / B: Bass / G: Guitar / K: Keys
| Jahr | Artist                                             | Title                             | Project                               | Label                  | Publisher                                                       | Chart Position | Country  | Credits                                 |
| ---- | -------------------------------------------------- | --------------------------------- | ------------------------------------- | ---------------------- | --------------------------------------------------------------- | -------------- | -------- | --------------------------------------- |
| 1993 | Thumb                                              | 1st Thumb Tape                    | 1st Thumb Demo                        | Self Published         | Self Published                                                  | Peak:          | DE       | G, Co-Comp                              |
| 1995 | Thumb                                              | Thumb                             | Album                                 | EMI Electrola          | EMI Electrola                                                   | Peak:          | DE,AT,CH | G, CP, Co-Comp                          |
| 1996 | Thumb                                              | Encore                            | Album                                 | EMI Electrola          | EMI Electrola                                                   | Peak: #87      | DE,AT,CH | G, CP, Co-Comp                          |
| 1997 | Thomas D                                           | Thomas D Is Ill                   | Albumtrack „Solo“                     | Four Music             | Columbia                                                        | Peak:#20       | DE,AT,CH | G, Co-Comp                              |
| 1997 | Thomas D                                           | Die Welt Ist 1                    | Albumtrack „Solo“                     | Four Music             | Columbia                                                        | Peak: #20      | DE,AT,CH | G, Co-Comp                              |
| 1997 | DeePhunk                                           | Albumtrack                        | Alles In Butter                       | Summer Breeze          | BMG                                                             | Peak:          | DE,AT,CH | G                                       |
| 1998 | Thumb                                              | Exposure                          | Album                                 | EMI Electrola          | EMI Electrola                                                   | Peak: #52      | DE,AT,CH | G, CP, Co-Comp                          |
| 1998 | Thumb                                              | Exposure                          | Album                                 | Victory Records        | Victory Records                                                 | Peak:          | US       | G, CP, Co-Comp                          |
| 2000 | Metaphysics / Clueso                               | The Disk                          | The Disk                              | Four Music             | Columbia                                                        | Peak:          | DE,AT,CH | G, CP                                   |
| 2000 | Tyron Ricketts                                     | Time Is Now                       | Splash! Allstars                      | Phlatline Records      | Phlatline Records                                               | Peak:          | DE,AT,CH | G, Co-Comp                              |
| 2001 | Clueso                                             | Sonne Geht Auf                    | Text und Ton                          | Four Music             | Columbia                                                        | Peak:          | DE,AT,CH | G, CP, Co-Comp                          |
| 2001 | Clueso                                             | Sweet Memories                    | Text und Ton                          | Four Music             | Columbia                                                        | Peak:          | DE,AT,CH | G, CP, Co-Comp                          |
| 2001 | Clueso                                             | Sag Mir Wo                        | Text und Ton                          | Four Music             | Columbia                                                        | Peak:          | DE,AT,CH | G, CP, Co-Comp                          |
| 2001 | Clueso                                             | Kaffee                            | Text und Ton                          | Four Music             | Columbia                                                        | Peak:          | DE,AT,CH | G, CP, Co-Comp                          |
| 2001 | Tyron Ricketts                                     | Afrodeutsch                       | Movie                                 | Panthertainment        | Panthertainment                                                 | Peak:          | DE,AT,CH | Co-Comp                                 |
| 2001 | Members Of Mars Allstars                           | Liebe                             | Mars Music                            | Four Music             | Four Music                                                      | Peak:          | DE,AT,CH | G, R                                    |
| 2001 | Mark Hat Charme                                    | NY NY                             | Mars Music                            | Four Music             | Four Music                                                      | Peak:          | DE,AT,CH | CP, Co-Comp                             |
| 2002 | Son Goku                                           | Crashkurs                         | Album                                 | Four Music             | Four Music                                                      | Peak: #15      | DE,AT,CH | G, B, CP, Co-Com                        |
| 2002 | Kinski                                             | The Kinski Files                  | Singletrack                           | Ariola                 | BMG                                                             | Peak:          | DE,AT,CH | G, Co-Comp                              |
| 2002 | Migrant Souls                                      | Hey Mama                          | Albumtrack                            | Pyramid Music          | Pyramid Music                                                   | Peak:          | World    | G, Co-Comp                              |
| 2003 | Trooper DaDon/Afrika Islam                         | Troop                             | Singletrack                           | BMG                    | BMG                                                             | Peak:          | World    | E, R, CP                                |
| 2003 | Sönke Wortmann                                     | Das Wunder von Bern               | Movie                                 | Little Shark E. GmbH   | Senator                                                         | Peak:          | World    | Actor, MD for Mirko Lang                |
| 2003 | And.Ypsilon                                        | Daylight                          | Albumtrack„Y-Files“                   | Four Music             | Four Music                                                      | Peak:          | DE,AT,CH | G, Co-Comp                              |
| 2003 | Mars Musik                                         | Liebe                             | Tanzbar Remixes                       | Four Music             | Ausserirdischenlandeplatz Records                               | Peak:          | DE,AT,CH | R                                       |
| 2003 | Lenny                                              | Musik Amok                        | Fight Club                            | PDNTDR                 | PDNTDR                                                          | Peak:          | DE,AT,CH | P, K, Comp                              |
| 2003 | Lenny                                              | Tussen                            | Fight Club                            | PDNTDR                 | PDNTDR                                                          | Peak:          | DE,AT,CH | Pro, Comp                               |
| 2003 | Lenny                                              | Bedient                           | Fight Club                            | PDNTDR                 | PDNTDR                                                          | Peak:          | DE,AT,CH | CP, Pro, Comp, G,                       |
| 2003 | Katze                                              | The Girl, The Fame And The Money  | Locas In Love                         | Krautpop!              | Krautpop!                                                       | Peak:          | DE, UK   | P, E, M                                 |
| 2004 | Helmut Zerlett & Band                              | Volume 1                          | Volume 1                              | Pirate Records         | Non Food Records                                                | Peak:          | DE,AT,CH | E                                       |
| 2004 | Lenny                                              | Schon Wieder Da                   | Boss Musik                            | Mutant Musik           | Mutant Musik                                                    | Peak:          | DE,AT,CH | P, E, G, B Co-Comp                      |
| 2004 | The Kelly Family                                   | Albumtrack                        | Homerun                               | Polydor                | Polydor                                                         | Peak:          | DE,AT,CH | K, G, Pro                               |
| 2004 | Gloria                                             | Albumtrack 2                      | Stars (Coincidentally Shot Down)      | Krautpop!              | Krautpop!                                                       | Peak:          | DE, UK   | P                                       |
| 2005 | Knut Knutson                                       | Marie Johanna - Funky Punk RMX    | Hasch Gegen Hass                      | Edel Records           | Edel Records                                                    | Peak:          | DE,AT,CH | R, E, B, M, E, G, MST                   |
| 2005 | Lenny                                              | Wo Bist Du?                       | Grosse Zukunft                        | Mutant Musik           | Mutant Musik                                                    | Peak:          | DE,AT,CH | P, E                                    |
| 2006 | Lenny / The Machine                                | u can run                         | Inspired by Goldene Zeiten Soundtrack | Mutant Musik           | Mutant Musik                                                    | Peak:          | DE,AT,CH | P, E, M, MST, ED, Pro                   |
| 2008 | Bionik K Feat. Afrob & Brixx                       | Cobra                             | Alarm für Cobra 11                    | Control                | Control                                                         | Peak:          | DE,AT,CH | R                                       |
| 2009 | Eschenbach                                         | Blick In Den Spiegel              | Eschenbach                            | 3R Entertainment       | 3R Entertainment AG                                             | Peak:          | DE,AT,CH | Lead G                                  |
| 2009 | Eschenbach                                         | Allein                            | Eschenbach                            | 3R Entertainment       | 3R Entertainment AG                                             | Peak:          | DE,AT,CH | Lead G                                  |
| 2009 | Eschenbach feat. Der W                             | Halt aus                          | Eschenbach                            | 3R Entertainment A     | 3R Entertainment AG                                             | Peak:          | DE,AT,CH | Lead G                                  |
| 2010 | Simply Red                                         | Farewell-Tour                     | Live Recording                        | Simfy / Music-networx  | Simfy / BBC broadcast LIVE to cinemas across the UK and Ireland | Peak:          | World    | E, M, MST                               |
| 2010 | Suede                                              | O2 Arena London                   | Live Recording                        | Simfy / Music-networx  | Simfy / Music-networx                                           | Peak:          | World    | E, M, MST                               |
| 2011 | Maite Kelly                                        | The Unofficial                    | Album                                 | Delta Music            | Delta Music                                                     | Peak:          | World    | P, E, M, Co-Comp, ED, Pro, B, G, K      |
| 2012 | Afrika Bambaataa & Charlie Funk feat. King Kamonzi | It's My Funk (Original Mix)       | Singletrack                           | What The Funk! Records | What The Funk! Records                                          | Peak:          | World    | CP, E, M, Co-Comp, ED, Pro, B, G, K     |
| 2013 | Percival                                           | Never Shut Up!                    | Album                                 | Ton-Y (Alive)          | The Voice of Germany                                            | Peak:          | World    | P, E, M, MST, Co-Comp, ED, Pro, B, G, K |
| 2013 | Artisto                                            | Revolution Ukraine                | Singletrack                           | Ton-Y (Alive)          | Ton-Y (Alive)                                                   | Peak:          | World    | P, E, M, MST, Comp, ED, Pro, B, G, K    |
| 2013 | Thomas D                                           | Aufstieg Und Fall Des Tommy Blank | Album                                 | Columbia               | Sony Music                                                      | Peak:#36       | DE,AT,CH | G                                       |
| 2014 | Clueso                                             | Auf und Ab                        | Text und Ton Remastered               | Four Music             | Columbia                                                        | Peak:          | DE,AT,CH | G, CP, Co-Comp                          |
| 2014 | Clueso                                             | Intro                             | Text und Ton Remastered               | Four Music             | Columbia                                                        | Peak:          | DE,AT,CH | G, CP, Co-Comp                          |
| 2014 | Clueso                                             | Deine Stimme                      | Text und Ton Remastered               | Four Music             | Columbia                                                        | Peak:          | DE,AT,CH | G, CP, Co-Comp                          |
| 2014 | Clueso                                             | Sonne Geht Auf                    | Text und Ton Remastered               | Four Music             | Columbia                                                        | Peak:          | DE,AT,CH | G, CP, Co-Comp                          |
| 2014 | Clueso                                             | Grid Locked                       | Text und Ton Remastered               | Four Music             | Columbia                                                        | Peak:          | DE,AT,CH | G, CP, Co-Comp                          |
| 2014 | Clueso                                             | Gib mir Mut                       | Text und Ton Remastered               | Four Music             | Columbia                                                        | Peak:          | DE,AT,CH | G, CP, Co-Comp                          |
| 2014 | Clueso                                             | Sweet Memories                    | Text und Ton Remastered               | Four Music             | Columbia                                                        | Peak:          | DE,AT,CH | G, CP, Co-Comp                          |
| 2014 | Clueso                                             | Kaffee                            | Text und Ton Remastered               | Four Music             | Columbia                                                        | Peak:          | DE,AT,CH | G, CP, Co-Comp                          |
| 2014 | Clueso                                             | Old to The New                    | Text und Ton Remastered               | Four Music             | Columbia                                                        | Peak:          | DE,AT,CH | G, CP, Co-Comp                          |
| 2014 | Clueso                                             | Sag mir wo                        | Text und Ton Remastered               | Four Music             | Columbia                                                        | Peak:          | DE,AT,CH | G, CP, Co-Comp                          |
| 2014 | Clueso                                             | Spiel Da Nich Mit                 | Text und Ton Remastered               | Four Music             | Columbia                                                        | Peak:          | DE,AT,CH | G, CP, Co-Comp                          |
| 2014 | Clueso                                             | Migrant Souls                     | Text und Ton Remastered               | Four Music             | Columbia                                                        | Peak:          | DE,AT,CH | G, CP, Co-Comp                          |
| 2015 | Thilo & Simon Gosejohann                           | Brennpunkt Neverhorst III         | Brennpunkt Neverhorst III             | Neverhorst Company     | Neverhorst Company                                              | Peak:          | DE,AT,CH | M, MST, ED                              |
| 2015 | Ewing Oil                                          | Rise of a Million Voices          | Varian Democracy                      | Self Published         | Self Published / RTL                                            | Peak:          | World    | P, E, M, MST, ED                        |
| 2015 | Ewing Oil                                          | Varian Disaster                   | Varian Democracy                      | Self Published         | Self Published / RTL                                            | Peak:          | World    | P, E, M, MST, ED                        |
| 2015 | Ewing Oil                                          | Inner Judas                       | Varian Democracy                      | Self Published         | Self Published / RTL                                            | Peak:          | World    | P, E, M, MST, ED                        |
| 2015 | Ewing Oil                                          | Final Call                        | Varian Democracy                      | Self Published         | Self Published / RTL                                            | Peak:          | World    | P, E, M, MST, ED                        |
| 2015 | Ewing Oil                                          | In Need of Protection             | Varian Democracy                      | Self Published         | Self Published / RTL                                            | Peak:          | World    | P, E, M, MST, ED                        |
| 2015 | Ewing Oil                                          | Reckoning                         | Varian Democracy                      | Self Published         | Self Published / RTL                                            | Peak:          | World    | P, E, M, MST, ED                        |
| 2015 | Ewing Oil                                          | Quest for Salvation               | Varian Democracy                      | Self Published         | Self Published / RTL                                            | Peak:          | World    | P, E, M, MST, ED                        |
| 2015 | Ewing Oil                                          | Ashes                             | Varian Democracy                      | Self Published         | Self Published / RTL                                            | Peak:          | World    | P, E, M, MST, ED                        |
| 2015 | Ewing Oil                                          | Reunited                          | Varian Democracy                      | Self Published         | Self Published / RTL                                            | Peak:          | World    | P, E, M, MST, ED                        |
| 2015 | Ewing Oil                                          | Heros of Yesterday                | Varian Democracy                      | Self Published         | Self Published / RTL                                            | Peak:          | World    | P, E, M, MST, ED                        |
| 2015 | Ewing Oil                                          | Ewing Oil                         | Varian Democracy                      | Self Published         | Self Published / RTL                                            | Peak:          | World    | P, E, M, MST, ED                        |
| 2015 | Ewing Oil                                          | A Night to Remember               | Varian Democracy                      | Self Published         | Self Published / RTL                                            | Peak:          | World    | P, E, M, MST, ED                        |
| 2016 | Kanzler & Söhne                                    | Durch die Wände                   | Album                                 | Napalm Records         | Napalm Records                                                  | Peak:          | DE,AT,CH | P, A                                    |
| 2018 | BirbæKruse                                         | The Real Funkman                  | Prince Fan Album                      | Purple Music           | Purple Music                                                    | Peak:          | World    | MST                                     |
| 2020 | Tippy Toppy                                        | Disdance                          | Singletrack                           | Tippy Toppy Records    | Tippy Toppy Records                                             | Peak:          | World    | P, E, M, MST Comp, ED, Pro, B, G, K     |
| 2020 | Neeels                                             | Be The Reason                     | Singletrack                           | Purple Music           | Purple Music                                                    | Peak:          | DE,AT,CH | P, E; M MST, ED, Pro                    |
| 2022 | Thumb                                              | Exposure                          | Album / Vinyl                         | Polydor                | Columbia                                                        | Peak: #19      | World    | G, CP, Co-Comp                          |